# 歐文角
56°43′S 27°7′W / 56.717°S 27.117°W
歐文角（Irving Point），是南極洲的海岬，位於南桑威奇群島中維索科伊島東端，在1819年由俄羅斯探險隊發現和繪入地圖，現時由南極條約體系管理。